# Gesundheitssport
Gesundheitssport ist ein Überbegriff für Rehabilitationssport und Herzsport, aber auch präventive Sportprogramme wie Wirbelsäulengymnastik. Der Deutsche Olympische Sportbund gibt ein Zertifikat für Gesundheitssport aus.

## Ziele
Gesundheitssport versucht, verschiedene Ziele zu erreichen:
- Stärkung physischer Gesundheitsressourcen
- Stärkung psychosozialer Gesundheitsressourcen
- Verminderung von Risikofaktoren im Bereich Blutzuckerspiegel, Übergewicht oder Ähnliches
- Bessere Bewältigung von persönlichen Beschwerden
- Bindung an den Gesundheitssport, um lebenslanges Sporttreiben zu ermöglichen
- Verbesserung der Lebensverhältnisse, um ein bewegteres Leben zu ermöglichen